# Рэйвен Рок (горный комплекс)
Горный комплекс Рэйвен Рок (англ. Raven Rock Mountain Complex) — многофункциональный подземный комплекс, расположенный в штате Пенсильвания, в горе Рэйвен Рок (Скала Ворона, Воронья Скала). Сама гора имеет высоту в 470 м и входит в состав Голубого хребта. Координаты местоположения комплекса — 39°44′02″N 077°25′10″W (указаны координаты вершины горы).
Достоверные сведения о назначении, устройстве и истории подземного комплекса отсутствуют, а сам комплекс и в настоящее время является засекреченным объектом. Доступ как в сам комплекс, так и на прилегающие территории, строго ограничен.
Предполагается, что одно из возможных функциональных назначений комплекса — убежище для высшего военно-политического руководства США в условиях применения против страны оружия массового поражения, совершения террористических актов и масштабных стихийных бедствий (комплекс расположен примерно в 10 км от Кэмп-Дэвид и примерно в 150 км от Вашингтона). Опять же предположительно в комплексе располагаются резервные командные пункты (центры управления) Вооруженными силами США и другими ключевыми структурами государственного устройства США, обеспечивающие функционирование системы государственного управления в экстремальных ситуациях (в том числе — возможность нанесения ответного удара (как обычными вооружениями, так и оружием массового поражения) в случае военной агрессии против США) — реализация т. н. программы сохранения правительства (Continuity of government). Это, в частности, предполагает функционирование комплекса как крупного центра связи и коммуникаций.
Строительство комплекса было начато в конце 40-х — начале 50-х годов 20 века.
Предположительно вице-президент США Дик Чейни был эвакуирован в подземный комплекс Рэйвен-Рок в ходе террористических атак 11 сентября 2001 года.